# Följder av den globala uppvärmningen

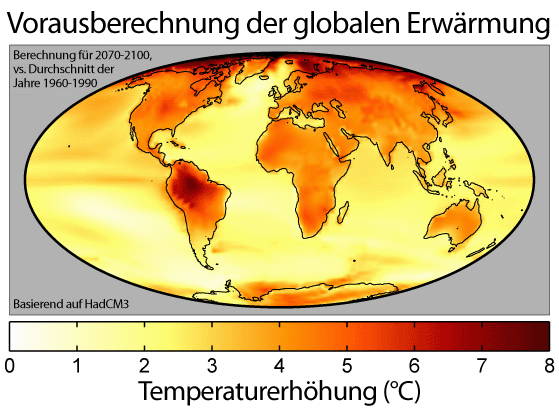
En karta över den förutspådda globala uppvärmningen under 2000-talet. I den här klimatmodellen antas medeltemperaturen under seklet öka med 3 °C. IPCC skissar på en ökning på mellan 1,1 och 6,4 grader, bland annat beroende på utsläppen av växthusgaser.

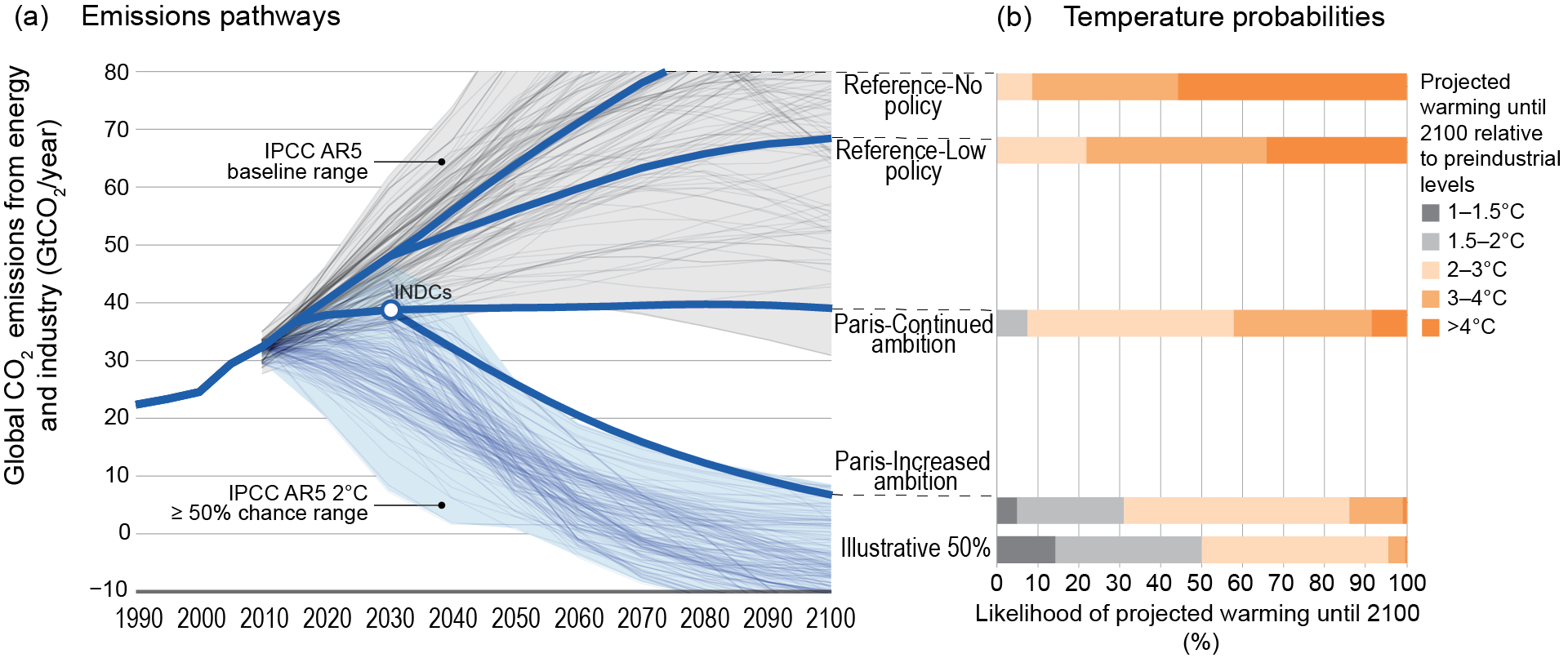
(a) Fyra scenarier för världens framtida CO2-utsläpp från energi och industri: Ingen klimatpolitik, samma klimatpolitik som innan Parisavtalet 2015, INDC (regeringars frivilliga åtaganden om sänkta CO2-utsläpp vid uppstarten av klimatkonferensen i Paris) samt Parisavtalets tvågradersmål genom förhöjt tempo efter 2030. (b) Uppskattad sannolikhetsfördelning av ökningen av den globala medeltemperaturen från innan industrialiseringen fram till år 2100.

Följder av den globala uppvärmningen är påverkan på eller förändringar av miljö, ekosystem och samhällen till följd av klimatförändringar orsakade av människan. De nuvarande och förväntade följderna av den globala uppvärmningen får konsekvenser, såsom förvärrad lokal vattenbrist, översvämningar och problem med livsmedelsförsörjning. Detta inkluderar också ekonomiska, politiska och sociala följder av att leva i en varmare värld.
IPCC:s klimatrapport från 2021 slår fast att mänsklig aktivitet “utan tvivel” har värmt upp klimatsystemet. Rapporten visar också att extrema väderhändelser som värmeböljor och skyfall skulle vara “extremt osannolika” om det inte vore för människans påverkan på klimatet.
2021 har den globala medeltemperaturen ökat med 1,1 °C över förindustriell nivå. Effekterna av klimatförändringarna är redan synliga, inklusive extrema väderhändelser, krympande glaciärer och polarisar, havsnivåhöjning, utbredd torka och våldsamma skogsbränder. Mer än 90% av den totala globala uppvärmningen har absorberats av haven sedan 70-talet. Varmare och surare hav har lett till en accelererad artdöd och höjning av havsnivån.
Förändringar i klimatet påverkar människors hälsa både direkt och indirekt. Hälsoeffekterna till följd av global uppvärmning kan vara både positiva och negativa. De negativa direkta effekterna innefattar bland annat dödsfall till följd av värmeböljor och skyfall, översvämning och torka. Indirekta hälsoeffekter uppstår när ekosystem, ekonomier och sociala strukturer påverkas. Till exempel sprids smittsamma sjukdomar, social oro eller psykisk ohälsa bland människor. Fattiga länder, med begränsade möjligheter att anpassa sig, har hittills drabbats hårdast av den globala uppvärmningen och i början av 2000-talet har klimatförändringar bidragit till konflikter och migration i sårbara delar av världen. Ett aktuellt exempel är det syriska inbördeskriget, som föregicks av en utbredd torka och missväxt.
Klimatförändringarnas framtida påverkan beror på i vilken utsträckning nationer genomför förebyggande insatser, minskar utsläppen av växthusgaser och anpassar sig till oundvikliga följder av den globala uppvärmningen. De politiska beslut som fattas under de närmaste decennierna kommer att ha långtgående effekter på det globala klimatet, ekosystemen och de mänskliga samhällena, inte bara för detta århundrade, utan för kommande årtusenden.
Den globala uppvärmningen väntas öka till 1,5 °C runt 2040. Enligt en FN-rapport i november 2023 leder den fram till dess förda politiken till 2,5-2,9 °C uppvärmning detta århundrade, i förhållande till förindustriell nivå. Omfattande åtgärder kan kanske begränsa den globala uppvärmningen år 2100 till cirka 2 °C eller lägre. Utan åtgärder kan ett ökat energibehov tillsammans med fortsatt användning av fossila bränslen leda till en global uppvärmning på upp till cirka 6 °C. Delar av jorden bedöms bli obeboelig vid seklets slut om uppvärmningen blir 4 °C eller mer enligt IPCC:s rapport från 2014. Med en kraftigare uppvärmning kommer möjligheten att anpassa sig sannolikt vara begränsad, för både samhällen och ekosystem. IPCC räknar i sin rapport från 2021 med att 1,3 miljarder människor riskerar att bli klimatflyktingar.

## Påverkan på väder
Ett varmare klimat leder till att extrema väderhändelser som långvarig torka, onormalt höga eller låga temperaturer, hård vind eller stora mängder nederbörd blir vanligare. Extremt väder kommer bli allvarligare i takt med stigande temperaturer. IPCC bedömer att en extrem händelse som tidigare inträffade en gång vart 50:e år troligen kommer att inträffa vart 3–4 år om jorden värms med 2 °C.
Stigande temperaturer kommer intensifiera jordens vattenkretslopp. Det sker dels genom att högre temperaturer leder till snabbare avdunstning, dels genom att en varmare atmosfär kan "hålla" mer vattenånga än en kallare atmosfär. För varje höjning på 1 °C av atmosfärens medeltemperatur, så kan atmosfären hålla kvar ungefär 7% mer fukt. Ökad avdunstning kommer att resultera i mer regn och intensivare stormar, men kommer också att bidra till uttorkning på vissa platser. Därför kommer vissa områden sannolikt att uppleva ökad nederbörd och ökad risk för översvämningar, medan andra områden sannolikt kommer att uppleva mindre nederbörd och ökad risk för torka.

### Nederbörd och översvämningar
När jordens vattenkretslopp blir intensivare leder det i vissa områden till att skyfall blir vanligare. Enligt IPCC kommer kraftig nederbörd i framtiden "generellt att bli vanligare och mer intensiva med ytterligare global uppvärmning", samtidigt som forskare 2024 kunde konstatera att kraftiga regnväder redan hade blivit både mer frekventa och mer intensiva över de flesta landområden.
Kraftigare nederbörd ökar risken för översvämningar, som hotar hem, infrastruktur, jordbruk och dricksvatten.[källa behövs]

### Stormar och tropiska cykloner
När atmosfären värms upp och innehåller mer vatten, blir stormar intensivare med starkare vindar, fler blixtnedslag och mer nederbörd.
Tropiska cykloner kommer inte nödvändigtvis bli mer frekventa, men förväntas bli blötare och kraftigare. Andelen tropiska cykloner i kategori 4 och 5 ökar. En höjd havsnivå förväntas också öka skador från tropiska cykloner.

### Värmeböljor
Ett varmare klimat gör att värmeböljor och extremt varma dagar blir vanligare. Risken för höga temperaturer och extremvärme ökar även vid små förändringar i medeltemperaturer, inte minst genom att värmeskalan förskjuts så att kallt väder blir mycket mer ovanligt och varmt väder mer vanligt. Värmeböljor med hög luftfuktighet utgör en stor risk för människors hälsa, medan värmeböljor med låg luftfuktighet leder till torra förhållanden som ökar skogsbränder. Dödligheten från extrem värme är större än dödligheten från orkaner, blixtar, tornados, översvämningar och jordbävningar tillsammans. Redan sommaren 2003 ledde en klimatrelaterad värmebölja till mer än 70 000 dödsfall i Europa. En studie från 2020 i Proceedings of the National Academy of Sciences visar att år 2070 riskerar en tredjedel av världens befolkning att bo på platser som känns som dagens Sahara.

## Följder för haven

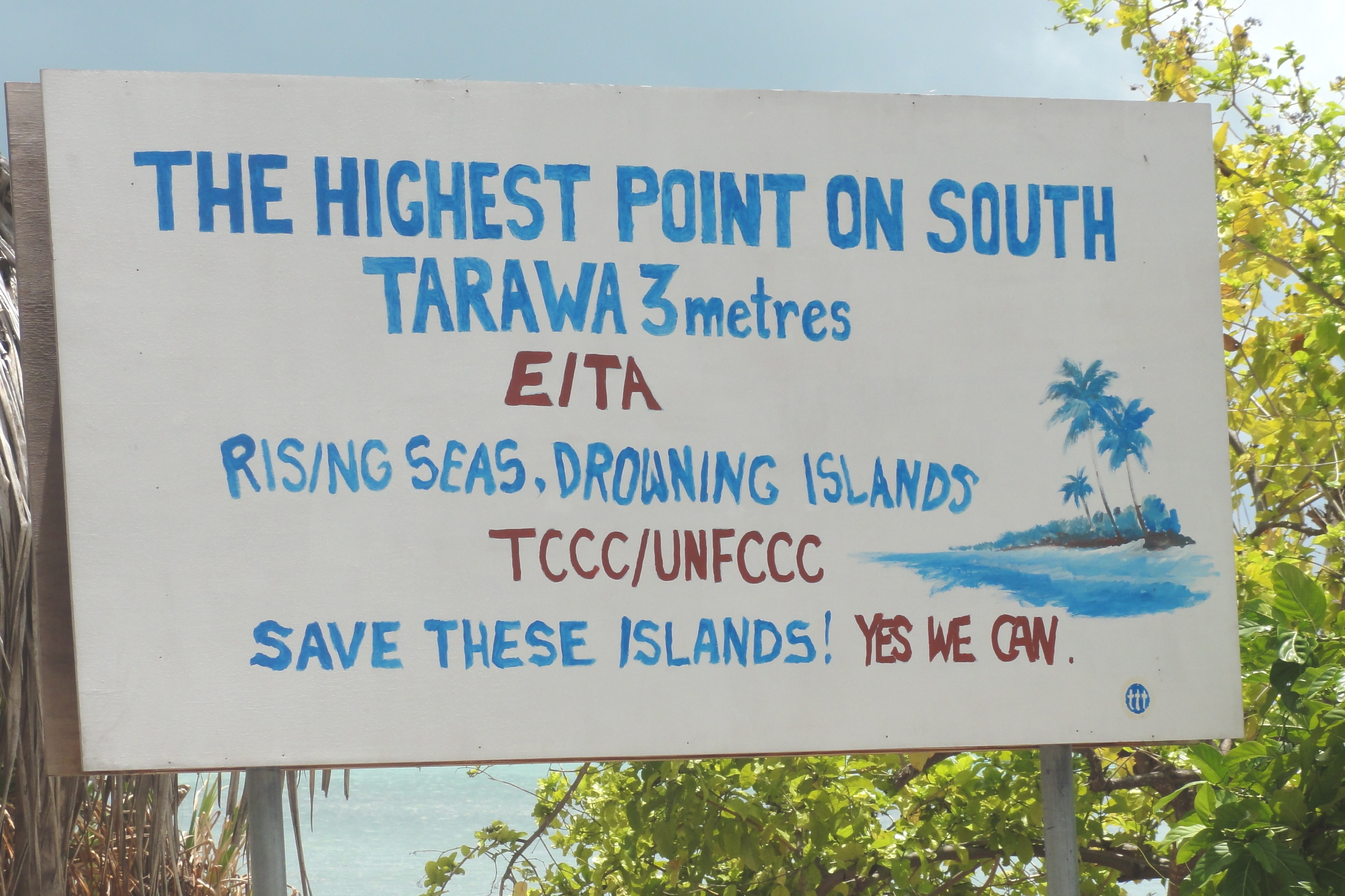
Atollerna i östater som Kiribati riskerar att helt översvämmas på grund av de stigande havsnivåerna.

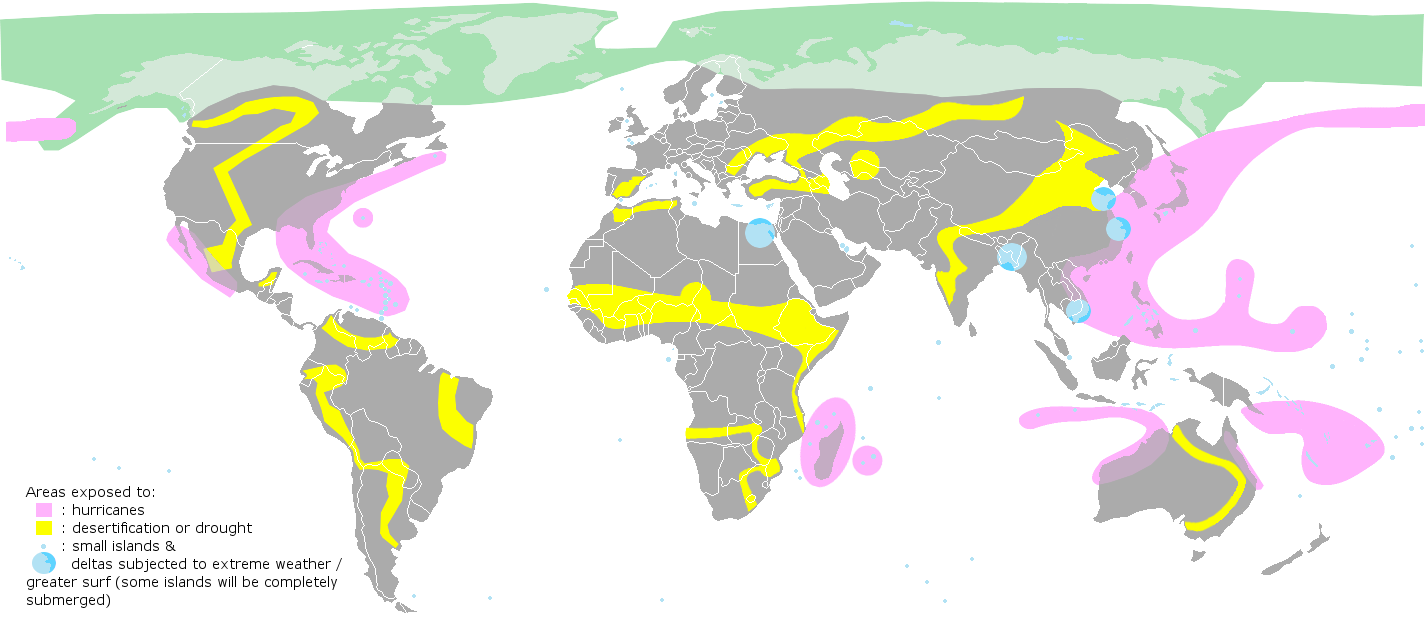
Schematisk karta från 2011 över områden som riskerar naturkatastrofer orsakade av klimatförandringer. Tidigare trodde man att många klimatflyktingar skulle fly därifrån, men de stannar ofta i närområdet som internflyktingar.
Rosa: orkaner. Gul: ökenspridning och torka. Blå: översvämningar.

Nittio procent av den globala uppvärmningen sker i havet. Det leder bland annat till havsnivåhöjning, korallblekning, accelererad issmälting, starkare orkaner och förändringar i havets hälsa och biokemi.

### Stigande hav
Havsnivån höjs av två skäl: Dels gör termisk expansion att vattenvolymen ökar när det blir varmare. Och dels leder värmen till att inlandsis och glaciärer smälter.
I september 2021 var havsnivån i genomsnitt cirka 10 cm högre än i januari 1993. Åren 1901–2018 höjdes den med 20 cm. Havshöjningen accelererar och är runt 2021 cirka 3,7 mm per år.
Den globala uppvärmningen förväntas orsaka betydande havsnivåhöjningar under hundratals till tusentals år, men det råder stor osäkerhet om hur stor höjningen blir. Om till exempel issmältningen på Antarktis passerar en tröskelpunkt och blir självförstärkande kommer havsnivån att höjas mycket mer. IPCC:s sjätte rapport från 2021 uppskattar att den globala havvsnivån kommer höjas mellan 28 och 101 cm till år 2100. Till år 2150 beräknar IPCC en havsnivåhöjning på 37–188 cm. I sin sjätte rapport varnade IPCC också för att en global havsnivåhöjning som "närmar sig 2 meter till år 2100 och 5 meter till år 2150 (...) kan inte uteslutas”.
Översvämningar kan drabba städer, kuster och öar, påverka brunnar och dricksvattentäkter, men också hota till exempel kärnkraftverk som ofta ligger nära kuster. En miljard människor i kustsamhällen och städer riskerar drabbas innan 2050, enligt FN:s klimatpanel, och kommer behöva bygga översvämningsbarriärer eller flytta högre upp. Särskilt låglänta och fattiga länder som Bangladesh och Maldiverna drabbas redan hårt av översvämningar och stormar.

### Försurning
Haven tar upp en stor del av de växthusgaser som människan släpper ut, vilket har bromsat den globala uppvärmningen. När haven tar upp koldioxid förvandlas gasen till en svag syra vilket leder till att havsvattnet försuras. Försurningen gör att fiskar, musslor och koraller som är beroende av kalk får svårt att bilda ben och skal.

## Följder på land

### Världens skogar
Liksom haven tar skogarna världen över upp en ansenlig del av den koldioxid som via mänskliga aktiviteter tillförs atmosfären.
Ett varmare klimat kommer sannolikt att leda till en kraftig ökning av antalet skogsbränder i världen när skogarna tappar vätska och blir torrare. Även brändernas intensitet väntas öka. När stora ytor skog brinner upp lämnas den återstående marken utan skydd, vilket kan leda till att de regn som släcker bränderna också sköljer bort viktiga jordlager. Det är särskilt problematiskt i tropiska skogar där jordlagret är tunt. Marken som då kommer i dagen bränns sönder av solen, vilket i sin tur ger en sämre återväxt av skogen.
Det varmare klimatet och minskade nederbörden kommer även leda till att skogarna i framför allt tempererade områden (där huvuddelen av världens skogsbestånd finns) utsätts för allt kraftigare angrepp från diverse olika skadedjur och sjukdomar som riskerar att döda ansenliga delar av världens skogsbestånd. Detta innebär i så fall att stora kvantiteter koldioxid tillförs atmosfären vilket förstärker uppvärmningen. En studie i USA som utförts gemensamt av USA:s geologiska institut och flera universitet (publicerad 23 januari 2009 i Science) tyder på att skogsdöden mer än fördubblats i västra USA de senaste decennierna. Författarna bakom studien anser att en kombination av ett varmare klimat och minskad nederbörd är huvudorsaken.
Kraftiga temperaturökningar skulle troligen vara förödande för världens regnskogar. Det är utan konkurrens de artrikaste ekosystemen som existerar och de binder upp enorma mängder koldioxid. Dör regnskogarna är risken mycket stor att den globala uppvärmningen förvärras kraftigt. Ytterligare en effekt blir att oerhört många djur och växtarter utrotas och att de tidigare så frodiga skogarna förvandlas till öknar.[källa behövs]

### Glaciärer

Glaciäravsmältningen 1850–2003 vid Puncak Jaya på västra Nya Guinea.

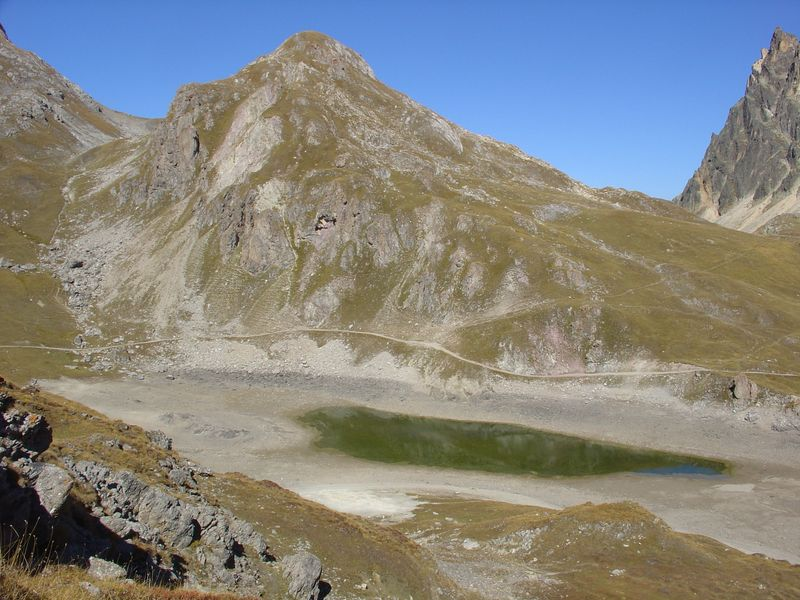
En fortsatt glaciäravsmältning kan innebära att bergssjöar torkar ut. Fotot är från en sinande sjö i franska Savojen.

Alla glaciärers överlevnad är på lång sikt beroende av att tillväxten under vintern är minst lika stor som avsmältningen under sommaren. Under den så kallade lilla istiden cirka 1550-1850 växte glaciärerna i storlek världen över, men under 1900-talet började de dra sig tillbaka. En viss återtillväxt skedde 1950-1980, men efter det har glaciärerna världen över åter haft en negativ tillväxt som gör att de drar sig tillbaka.[källa behövs]
Detta sammanfaller med den mycket snabba globala uppvärmning som skett sedan 1980-talet, och takten på avsmältningen har accelererat sedan år 2000. En del mindre glaciärer har smält bort och många andra är starkt hotade. En fortsatt global uppvärmning gör att samtliga glaciärer i Himalaya, Alperna och Anderna kan vara borta i mitten av detta sekel, norra och centrala Anderna ännu snabbare.
Initialt kommer avsmältningen att öka riskerna för svåra översvämningar, men när glaciärerna väl är borta kommer vattentillgången att försämras dramatiskt för flera miljarder människor världen över.
Även på Grönland har man sedan mitten av 1990-talet registrerat en kraftig ökning på avsmältningen av så kallade randglaciärer vid kusten. Däremot krävs ytterligare temperaturökningar för att inlandsisen på Grönland ska börja smälta. När eller om det sker kommer det att ta tid innan avsmältningen hindras, även om man får bukt med temperaturökningen.
På sikt kan uppvärmningen leda till storskaliga och irreversibla förändringar. Ett exempel på detta är avsmältningen av inlandsisar, vilket bidrar till havsnivåhöjningen och kommer att fortsätta i tusentals år.

### Bergskedjor
Förutom smältande glaciärer förväntas klimatförändringarna ha ett flertal andra effekter på världens stora bergskedjor, som också är hem för drygt 10 procent av världens befolkning.[källa behövs]
Den senaste 30-årsperioden har man kunnat konstatera att uppvärmningen i Alperna, Himalaya, Anderna, Klippiga bergen etcetera går betydligt fortare än genomsnittet i världen. Växtzonerna kommer successivt att krypa uppåt, vilket drabbar djur och växter som trivs på höga höjder värst.
I tropikerna kommer sjukdomar som tidigare bara uppträtt på lägre nivåer att uppträda på allt högre höjder.

## Djur och växtliv
Sedan 1970 har världens djurpopulationer minskat med i genomsnitt 69%, enligt Världsnatursfondens Living Planet Report 2022. Påverkan på djur och växtliv förväntas växa under de närmaste decennierna.
Påfrestningarna som orsakas av klimatförändringar läggs till andra påfrestningar på naturen (till exempel jordförstöring och föroreningar). Det riskerar leda till betydande skador på eller fullständig förlust av unika ekosystem, och till utrotning av hotade arter.
Den globala uppvärmningen leder bland annat till förlängda växtsäsonger och till att nya arter etablerar sig i områden som tidigare varit för kalla, köldkänsliga arter flyttar till nya områden som tidigare varit för kalla, flyttfåglarna anländer tidigare till kallare länder med mera. Många havslevande organismer kommer troligen utrotas på grund av att havsvattnet blir för varmt och surt. Risken för utrotning av många djurarter ökar inte bara för att temperaturen stiger utan även för att klimatet ändras så snabbt. Djur- och växtlivet hinner helt enkelt inte med att anpassa sig till klimatförändringarna. Redan vid en uppvärmning på 2 °C riskerar 30 procent av världens djurarter att utrotas. Vid en mycket kraftig temperaturökning väntar troligen ett massutdöende större än det när dinosaurierna och cirka två tredjedelar av övriga djurgrupper dog ut för 65 miljoner år sedan.

### I bergsområden
Enligt en amerikansk studie från 2018 där forskarna jämförde 2018 års inventering av fåglar i Anderna med en inventering som gjordes på 1980-talet syntes påtagliga konsekvenser av ett varmare klimat.  Forskarna kunde kunde se att fåglar som lever på hög höjd i bergsområden har flyttat högre och högre upp i takt med stigande temperaturer. Ju högre upp fåglarna flyttade desto större risk hade de för att utrotas. Detsamma gällde för växter med habitat på hög höjd. Samtidigt kunde fåglar som levde längre ner på berget utöka sitt habitat i ett varmare klimat. Något som försvårade överlevnadschansen för fåglarna högre upp var omfattande skogsskövling på bergen, vilket hindrade fåglarna från att kunna anpassa sig till det varmare klimatet.

## Hälsa och livsmedelssäkerhet

### Hälsa
2022 kallade WHO den globala uppvärmningen för det enskilt största hotet mot människors hälsa. Hälsohoten inkluderar direkta effekter av värmeböljor, översvämningar och stormar. Men också indirekta faror från förändrade infektionssjukdomsmönster, mindre tillgång till mat, migration och konflikter om resurser som vatten, bördig mark och fiske.
Folkhälsomyndigheten pekade 2021 ut värmeböljor och fästingburna sjukdomar som de största hälsoriskerna från global uppvärmning i Sverige. Men också livsmedelssäkerhet, översvämningar och andra typer av infektioner pekas ut.
Tropiska sjukdomar, som malaria och nilfeber, sprids till nya områden. Många länder där till exempel denguefeber sannolikt kommer att spridas ytterligare har underutvecklade hälsosystem, vilket ytterligare ökar utmaningarna. Stigande temperaturer kan också leda till ökad antibiotikaresistens och sämre hållbarhet för läkemedel. Tillsammans med avskogning och djurhållning ökar ett varmare klimat också riskerna för nya pandemier. År 2022 bedömde IPCC att en av tre människor utsätts för dödlig värmestress, vilket förväntas öka till 50–75 % i slutet av århundradet. Luftföroreningar och vattenbrist gör värmeböljor extra farliga för fattiga i stora städer.
Även psykisk hälsa påverkas av den globala uppvärmningen. Höjda temperaturer har kopplats till ökad stress och aggressioner, och till fler självmord. Oro för framtiden och trauma från katastrofer och flykt ökar förekomsten av PTSD, missbruk, depression och ångest. I en undersökning från 2020 rapporterade mer än två tredjedelar av amerikaner att de var oroliga över hur klimatförändringarna skulle påverka planeten. En undersökning av ungdomar mellan 16 och 25 år i 10 länder visade att tre fjärdedelar var rädda för framtiden, rapporterade The Lancet 2021. Mer än 45 % av de tillfrågade ungdomarna sa att deras känslor om klimatförändringarna påverkade deras dagliga liv negativt. Nästan 40 % svarade att de är tveksamma till att skaffa egna barn.
Klimatförändringarna förväntas även få positiva effekter på människors hälsa. I Europa förväntas färre köldrelaterade dödsfall och positiva hälsoeffekter till följd av regionalt förbättrade förhållanden för växtlighet.

### Livsmedelssäkerhet och jordbruk
I takt med att klimatet blir varmare, nederbördsmönstren ändras och klimatzonerna förflyttas påverkas förutsättningarna för livsmedelssäkerhet, jordbruk och möjligheten att förse hela världens befolkning med mat negativt. Ju större förändring av klimatet desto större blir förändringarna för jordbruket. En studie presenterad i vetenskapstidskriften Science 9 januari 2009 menar att sannolikheten är stor (>90 %) att klimatförändringarna kommer att ha en dramatisk inverkan på jordbruket. Kraftiga temperaturökningar kommande sekel kommer att ha mycket negativa konsekvenser för såväl produktionen som inkomsterna för bönderna i den tropiska och subtropiska klimatzonen. Även i de tempererade områdena kommer konsekvenserna bli stora för jordbruket. Enligt forskarna bakom studien kommer de varmaste somrarna som hittills registrerats i de tempererade områdena att vara normala somrar framåt år 2100. Man manade också till snabba åtgärder för att möta detta hot
Vid mindre klimatförändringar kan jordbruket på många platser i världen, främst på de högre breddgraderna, förbättras. Detta gäller platser som Kanada, Norden, Centraleuropa, Ryssland, Nya Zeeland och Chile. På andra platser kan det krävas vissa anpassningar av jordbruket såsom tidpunkter för sådd och skörd, en annan markbearbetning eller bevattning.
Vid större klimatförändringar kan man tvingas byta typ av gröda eller göra mer ingående förändringar i odlingstekniken. Även om klimatförändringarna främst kommer att påverka mellanbredderna, latitud 40–70°, och de högre breddgraderna så har dessa länder ofta bättre möjligheter till anpassning. De allvarligaste konsekvenserna för jordbruket kan uppstå i U-länder i tropikerna.

### Tillgång till sötvatten
Mängden vatten på jorden är nära nog konstant. Av allt vatten på jorden utgör cirka 2,5 procent sötvatten. Resten finns i haven som saltvatten. Knappt 70 procent av allt sötvatten är bundet i glaciärer och inlandsisar. Runt en tredjedel av sötvattnet är grundvatten, det vill säga vatten som finns i jorden. Resterande dryga procenten är lättillgängligt ytvatten i sjöar, floder och vattendrag.
Den ständiga cirkulationen av vatten mellan hav, atmosfär, mark och levande organismer på jorden kallas för det hydrologiska systemet, eller vattencykeln. Förenklat kan vattencykeln beskrivas i några huvudsteg:
- Vatten från hav, sjöar, floder och mark avdunstar och blir vattenånga i atmosfären. Växter släpper också ut vattenånga genom sina blad, vilket kallas transpiration.
- När vattenångan stiger kyls den av och omvandlas till små vattendroppar, vilket bildar moln.
- När molnen blir mättade med vatten faller vattnet tillbaka till jorden som nederbörd, t.ex. som regn, snö eller hagel.
- Nederbörden hamnar i sjöar, floder och hav, så kallad avrinning, eller tränger ner i marken, vilket kallas infiltration, och fyller på grundvattnet.
- Grundvattnet rör sig långsamt genom marken och kan komma tillbaka till sjöar, floder och så småningom till havet, där cykeln börjar om igen.

Endast en mycket liten andel av allt vatten på jorden, mindre än en tiondels procent, förflyttas varje år genom avdunstning och nederbörd. Det är dock tillräckligt för att förse kontinenterna med färskvatten och upprätthålla alla ekosystem på jorden.
Den globala årsnederbörden förväntas öka med två procent för varje grad av global uppvärmning. Antagande bygger på en övergripande förstärkning av vattencykeln när atmosfären värms upp och därmed kan hålla mer vattenånga.
Fördelningen av var nederbörden faller och när den kommer förändras av global uppvärmning. Vissa områden kan få betydligt mer nederbörd och andra betydligt mindre. Den globala uppvärmningen förväntas göra att redan fuktiga områden (tropikerna och höga latituder) får ökad nederbörd, medan torrare områden (de subtropiska zonerna) får minskad nederbörd. Nederbörden förväntas också falla mer koncentrerat i kortare perioder med kraftiga regn, vilket ökar risken för översvämningar i vissa områden samtidigt som andra kan uppleva förlängda torrperioder.
I Sverige förväntas årsnederbörden öka till följd av global uppvärmning. Den största ökningen förväntas i södra och västra Sverige, medan vissa delar av norra Sverige kan se en något mindre, men ändå betydande, ökning. Vintrarna i Sverige förväntas bli blötare, medan somrarna kan bli mer varierande, det vill säga både blötare och torrare.
Dessa förändringar i det hydrologiska systemet påverkar tillgången till sötvatten. Små förändringar i fördelningen geografiskt och i tid av den lilla andelen sötvatten som är aktivt i vattencykeln kan få stora effekter på risken för vattenbrist eftersom det är just detta cirkulerande vatten som är tillgängligt och förnybart för ekosystem, jordbruk, industrier och hushåll.
Förenklat kan man säga att många regioner som redan har (perioder med) vattenbrist kommer att uppleva ökad vattenbrist till följd av global uppvärmning, medan regioner utan vattenbrist kommer att få ännu större tillgång till sötvatten. Förändrade mönster för snösmältning och smältning av glaciärer påverkar också tillgången till sötvatten.
Av betydelse för den mänskliga användningen av vatten är också fördelningen mellan det vatten som kommer från grundvattentäkter och det vatten som kommer från mer lättillgängligt ytvatten. Cirka en tredjedel av den mänskliga användningen av vatten kommer från grundvatten och resterande från ytvatten. Endast en liten andel, runt 1 procent, kommer från desalinering, eller avsaltning. Fördelningen mellan olika källor varierar mellan regioner.
Vattenbrist är av flera olika orsaker ett vanligt och växande problem i världen. Vid sidan om global uppvärmning är befolkningstillväxt, ekonomisk utveckling och ineffektiv sötvattenhantering vanliga orsaker. När ytvatten och/eller grundvatten blir en bristvara och vattenbrist uppstår, så finns det flera olika sätt att motverka detta.

## Socioekonomiska följder
Konsekvenserna av att leva i en värld med högre temperaturer kommer sannolikt att slå hårdast mot de grupper som redan idag är utsatta eller missgynnade på olika sätt. Det kan röra människor som bor i socioekonomiskt utsatta områden där eftersatt infrastruktur ökar utsattheten för klimatrelaterade konsekvenser. Arbetslösa, äldre människor och kvinnor riskerar också att drabbas på olika sätt. Seniorer som har svårt att röra sig eller som har olika sjukdomstillstånd kommer troligen drabbas hårdare än andra grupper. Kvinnor riskerar att missgynnas ekonomiskt (på grund av deras relativt sett lägre löner och förmögenheter) när åtgärder för att bromsa klimatförändringarna driver upp priser eller höjer skatter[källa behövs].

### Konflikter
Klimatforskare och säkerhetsanalytiker har varnat för att den globala uppvärmningen kommer att leda till omfattande oroligheter och krig. Som framtida högriskområden har regioner i Afrika, Mellanöstern, Indien-Pakistan och Kina pekats ut. Minskad nederbörd i redan torra och instabila områden kommer leda till stora påfrestningar.[källa behövs] Särskilt bekymmersamt är den redan känsliga relationen mellan Indien och Pakistan. Båda staterna förfogar över kärnvapen och drabbas hårt när glaciärerna i Himalaya smälter och vattentillgången försämras.

### Migration
Med en kraftigare global uppvärmning kommer många samhällen sannolikt ha begränsade möjligheter att anpassa sig. IPCC räknar i sin rapport från 2021 att 1,3 miljarder människor riskerar att bli klimatflyktingar. Mellan 2010 och 2020 har väderkatastrofer tvingat i genomsnitt cirka 21,5 miljoner människor om året att flytta, enligt FN:s flyktingkommissariat (UNHCR), som ser tydliga kopplingar till den globala uppvärmningen. UNHCR har förutspått att 250 miljoner människor kommer ha tvingats lämna sina hem år 2050 på grund av den globala uppvärmningen. FN:s forskarpanel för biologisk mångfald och ekosystemtjänster (IPBES) förutspådde 2019 uppemot 700 miljoner klimatflyktingar år 2050.
2021 används inte begreppet "klimatflykting" av UNHCR eftersom klimatet som ensam grund inte ger rätt till flyktingstatus. Men i ett uppmärksammat rättsfall år 2020 öppnade FN:s kommitté för mänskliga rättigheter för möjligheten att ge klimatflyktingar en starkare juridisk status.

### Fattigdom
Klimatförändringarna drabbar fattiga hårdare och riskerar att öka den ojämlikhet som ligger till grund för att fattiga är mer utsatta för klimatrelaterad väderpåverkan. Enligt en rapport från Världsbanken riskerar över 100 miljoner människor drivas in i fattigdom fram till 2030, främst till följd av negativ påverkan på möjligheterna att bedriva jordbruk och ökad förekomst av sjukdomar. Dessutom har låginkomstländer svårt att göra klimatanpassningar i tillräckligt snabb takt. Klimatförändringarna kan komma att öka välståndsklyftorna mellan länder och få folk att falla tillbaka i fattigdom. I allmänhet kan man säga att de människor som redan idag lever i fattiga länder, som har en ansträngd ekonomi eller tillhör en sårbar social grupp kommer att vara de som drabbas hårdast av framtidens klimatförändringar. Hur många som kommer beröras och hur hårt de drabbas beror på vilket klimatscenario som förverkligas. Världsbanken varnar för att en värld där den globala uppvärmningen inte hindras riskerar att tvinga över 130 miljoner människor in i fattigdom fram till 2032.
Då flyktingar i allmänhet, och människor som tvingats på flykt på grund av klimatrelaterade katastrofer i synnerhet, sällan tas med i nationella undersökningar om fattigdom är det svårt att avgöra hur många av dessa som hamnar i fattigdom. Givet det stora antalet klimatflyktingar behövs det mer studier och data.

### Risk för samhällskollaps
Michael Mann, professor i atmosfärsvetenskap, har sagt att: "Det finns inga bevis för klimatförändringsscenarier som skulle göra människor utrotade". Men, menar Mann, en global temperaturökning på 3 °C eller mer kan leda till en kollaps av vår globala, sammankopplade civilisation - med massiv oro och konflikter som följd. Johan Rockström, chef för Potsdam Institute for Climate Impact Research, har varnat för att mänsklig civilisation aldrig har existerat i en värld som överskridit tvågradersgränsen.

### Sexuellt våld och våld i nära relationer
Flera experter och bedömare, inte minst kontoret för FN:s högkommissarie för mänskliga rättigheter, pekar på de täta kopplingarna mellan klimatförändringarna och risken för kvinnor och flickor att utsättas för sexuellt våld och våld i nära relationer. Kvinnor och flickor är redan i en utsatt position och de olika konsekvenserna som den globala uppvärmningen kommer få riskerar att ytterligare förvärra deras utsatthet. Bland annat pekar FN:s särskilda rapportör för våld mot kvinnor på att extremväder och naturkatastrofer slår ut sociala skyddsnät för kvinnor, som därmed löper större risk att drabbas av våld i olika former. De kvinnor och flickor som kommer att tvingas fly och bli klimatflyktingar kommer också att hamna i en mycket utsatt situation när de bor i tillfälliga boenden och flyktingläger. Redan i dag är våld i nära relationer, barn- och tvångsäktenskap, människohandel och trafficking problem som finns i flyktingläger och som ofta följer på katastrofer av olika slag.

## Geografiska skillnader
Scenarierna bygger på klimatmodeller med ett visst mått av osäkerhet. Tydligt verkar dock att områden som redan får mycket regn får ökad nederbörd, medan redan nederbördsfattiga regioner blir ännu torrare, i båda fallen med potentiellt katastrofala resultat.
Tendensen att temperaturökningen går snabbare på nordliga respektive sydliga breddgrader än i tropikerna förväntas fortsätta och förstärkas ytterligare och landområden värms upp mer än oceanerna vilket leder till att klimatzonerna förflyttas norrut respektive söderut på norra och södra halvklotet och temperaturkontrasterna mellan tropikerna och jordens kallare regioner minskar. Redan nu kan konstateras att uppvärmningen går mycket fortare i Arktis än genomsnittet för hela världen. Den minskade skillnaden i temperatur mellan tropikerna och polarregionerna kan allvarligt rubba den storskaliga cirkulationen i atmosfären, vilket är den primära drivkällan för lågtrycksbildning i större delen av världen.

### Sverige
Som en följd av klimatförändringen i Sverige kan vi vänta oss ökad nederbörd i hela landet, framför allt i norra och västra Sverige. Mer osäkert är om nederbörden kommer öka eller minska i södra Sverige. Ökad och mer intensiv nederbörd ökar risken för översvämningar men minskar å andra sidan risk för vattenbrist. Statens geotekniska institut varnade 2022 för att antalet ras och skred kommer sexfaldigas.
Temperaturzonerna kommer flytta norrut – Norrland kommer att ha ett skånskt klimat, och södra Sverige kommer få samma klimat som idag råder i centrala Tyskland. Framför allt södra Sverige kommer att uppleva torka och intensiva värmeböljor med temperaturer uppemot 40 grader i skuggan. Enligt forskning från SLU har 58 vinterdagar per år försvunnit i Västerbotten mellan 1984 och 2024, motsvarande en tredjedel av vintern.
Den genomsnittliga temperaturökningen blir sannolikt högre i Sverige än för världen i genomsnitt, särskilt under vintern och då särskilt i norra Sverige. MSB räknar med att medeltemperaturen i Sverige kommer stiga med 3–5 °C till 2080. Havshöjningen kommer påverka hela Sverige, men i olika styrka, eftersom landhöjningen är större i norra Sverige.
För Sveriges del kan effekterna av ett varmare klimat till vissa delar vara positiva. Bland annat kan ett mildare klimat ge ökad avkastning inom jord- och skogsbruk. Sett ur ett globalt perspektiv dominerar dock de väntade klimatförändringarnas negativa följder för samhället över de positiva.

### Europa
Europa är den kontinent som värms upp snabbast, 2022 var temperaturen 2,3 grader över det förindustriella genomsnittet. Enligt vädertjänsten Copernicus brann nästan dubbelt så mycket mark i Europa under 2025 jämfört med genomsnittet för 2005–2024.
Medelhavsområdet drabbas mycket hårt med högre temperaturer och torka, vilket slår hårt mot bland annat jordbruk och turistindustri. Grekland, Italien och Spanien kan sommartid drabbas av värmeböljor med temperaturer på 50–55 grader i skuggan och sommarmedeltemperaturen i Spanien kan öka upp till 7 grader fram till år 2100. I stora delar av Spanien blir somrarna så fall lika heta som i Saharaöknen idag. Risken för ökenspridning i Medelhavsområdet är också stor. Centraleuropa får ett medelhavsklimat med vinterregn, sommartorka och intensiva värmeböljor.
En del klimatforskare har uttryckt oro för att det varmare klimatet kan påverka Golfströmmen. Smältande isar på Arktis och Grönland gör Atlanten mindre salt, vilket påverkar strömmarna. Sedan mitten av 1900-talet har de nordatlantiska strömmarna minskat med 15 procent, men enligt IPCC:s senaste rapport finns det inte tecken på någon kollaps av Golfströmmen. Den skulle kunna minska med 20-25 procent, men temperaturhöjningen skulle vid ett sådant scenario ändå mer än väl kompensera för detta. Europa skulle därmed ändå få ett varmare klimat än idag.

### Afrika
Afrika är den kontinent som riskerar att drabbas allra hårdast. I världens fattigaste kontinent försörjer sig befolkningsmajoriteten (70 procent) på jordbruk och uppvärmningen väntas slå mycket hårt när nederbörden minskar i stora delar av Afrika. Risken är påtaglig att hundratals miljoner afrikaner blir klimatflyktingar på grund av torka och svält under det kommande seklet. Redan vid en uppvärmning på cirka 3 grader kommer enligt många klimatmodeller[källa behövs] stora delar av södra Afrika bli obeboeliga på grund av torka och ökenspridning.
Nildeltat och Egyptens huvudstad Kairo riskerar att översvämmas när havsnivån stiger.[källa behövs]

### Nordamerika
I Alaskas och Kanadas tundraområden riskerar permafrosten att tina upp. Uppvärmningen blir troligen störst i Mellanvästern, främst i Kansas, Nebraska och Iowa, samt de sydvästra delarna med bland annat delstaterna Kalifornien och Arizona.
I de västra delarna av USA väntas nederbörden minska markant samtidigt som glaciärerna i Klippiga bergen, Sierra Nevada och Kaskadbergen successivt smälter bort. Torkan och den minskade tillgången på vatten riskerar att orsaka mycket stora problem med vattenförsörjningen och jordbruket i västra USA.
Naturkatastrofer i form av bland annat skogsbränder och extrema väderhändelser har blivit flera gånger vanligare i USA, vilket bland annat lett till att försäkringsbolag slutar erbjuda försäkringar i riskområden.

### Sydamerika
Framför allt i Anderna väntas en kraftig temperaturökning under det kommande seklet. Redan nu har man kunnat konstatera att uppvärmningen i Anderna de senaste 30–40 åren går betydligt snabbare än genomsnittet för hela världen. Uppvärmningen märks framför allt genom att glaciärerna drar sig tillbaka i allt snabbare takt, vilket i framtiden kommer att leda till mycket stora problem med vattenförsörjningen för befolkningen i den väldiga bergskedjan och mångmiljonstaden Lima vid Perus till stor del ökenartade stillahavskust. Vissa forskare anser att läget är så allvarligt att befolkningen i Peru och Bolivia riskerar att drabbas av akut vattenbrist redan om 10–20 år. Även Amazonområdet kommer att bli varmare. Om den globala medeltemperaturen stiger med 3 grader eller mer utplånas troligen Amazonas regnskogar.

### Asien
Stora delar av Asien skulle troligen drabbas hårt när glaciärerna i Himalaya smälter bort. Glaciärerna förser de stora floderna Ganges, Brahmaputra, Yangtze, Mekong, Indus med flera med smältvatten. Vattentillgången för flera miljarder människor riskerar därmed att försämras.  Enligt IPCC:s femte rapport från 2014 saknas bra kunskap om hur mycket vatten som finns i Himalayas glaciärer; uppskattningar varierar mellan 2 100 och 5 800 miljarder ton. Enligt ett medelscenario uppskattas glaciärernas massa minska med 45% till år 2100.
Syd- och Östasien drabbas troligen av fler och kraftigare tropiska cykloner. I det redan torra Mellanöstern minskar troligen nederbörden ytterligare. En jämförelse av 30 klimatmodeller visade 2021 att monsunregnet i sydasien blir starkare och mer oberäkneligt. Det var en av orsakerna till översvämningarna i Pakistan 2022, som påverkade 30 miljoner människor. Det varmare klimatet leder till att havsnivån höjs vilket skulle orsaka mycket stora problem i låglänta länder som till exempel Bangladesh och ö-staterna i Stilla havet. Stigande havsnivåer och stormar skulle enligt David King innebära att Jakarta, Indonesiens huvudstad, och Mumbai, en av Indiens största städer, inte längre kommer att vara beboeliga runt år 2050.
I Kinas fall anses stabiliteten i landet vara helt beroende av att den kraftiga ekonomiska tillväxten fortsätter. Kina anses tillhöra de länder som kommer att drabbas hårdast utanför Afrika. Till exempel kommer vattentillgången för hundratals miljoner kineser att försämras när glaciärerna i Himalaya smälter bort och som förser jättefloder som Yangtze, Huang-Ho och Mekong med smältvatten. Att tillväxten fortsätter i framtiden är långt från säkert när Kina även tros drabbas av en kraftigt ökad frekvens av väderrelaterade naturkatastrofer, som torka och ökenspridning i norra delen av landet och kraftigare översvämningar och tropiska oväder i söder.
I Sibiriens tundraområden finns enorma mängder växthusgaser lagrade i permafrosten, uppskattningsvis 70 miljarder ton metan och uppemot 1 000 miljarder ton koldioxid. Som jämförelse orsakar förbränning av fossila bränslen idag utsläpp på 7 miljarder ton om året. Om permafrosten tinar kommer metan och koldioxid successivt att frigöras, vilket kraftigt förstärker den globala uppvärmningen. Vid en viss punkt kommer utvecklingen sannolikt att vara oåterkallelig och processen självförstärkande: Varmare klimat gör att permafrosten tinar snabbare vilket i sin tur leder till större utsläpp, ett varmare klimat och ännu snabbare upptining och temperaturökning. I och med värmeböljorna i början av 2020-talet har utsläppen av växthusgatser från tundran redan börjat.

### Arktis och Antarktis

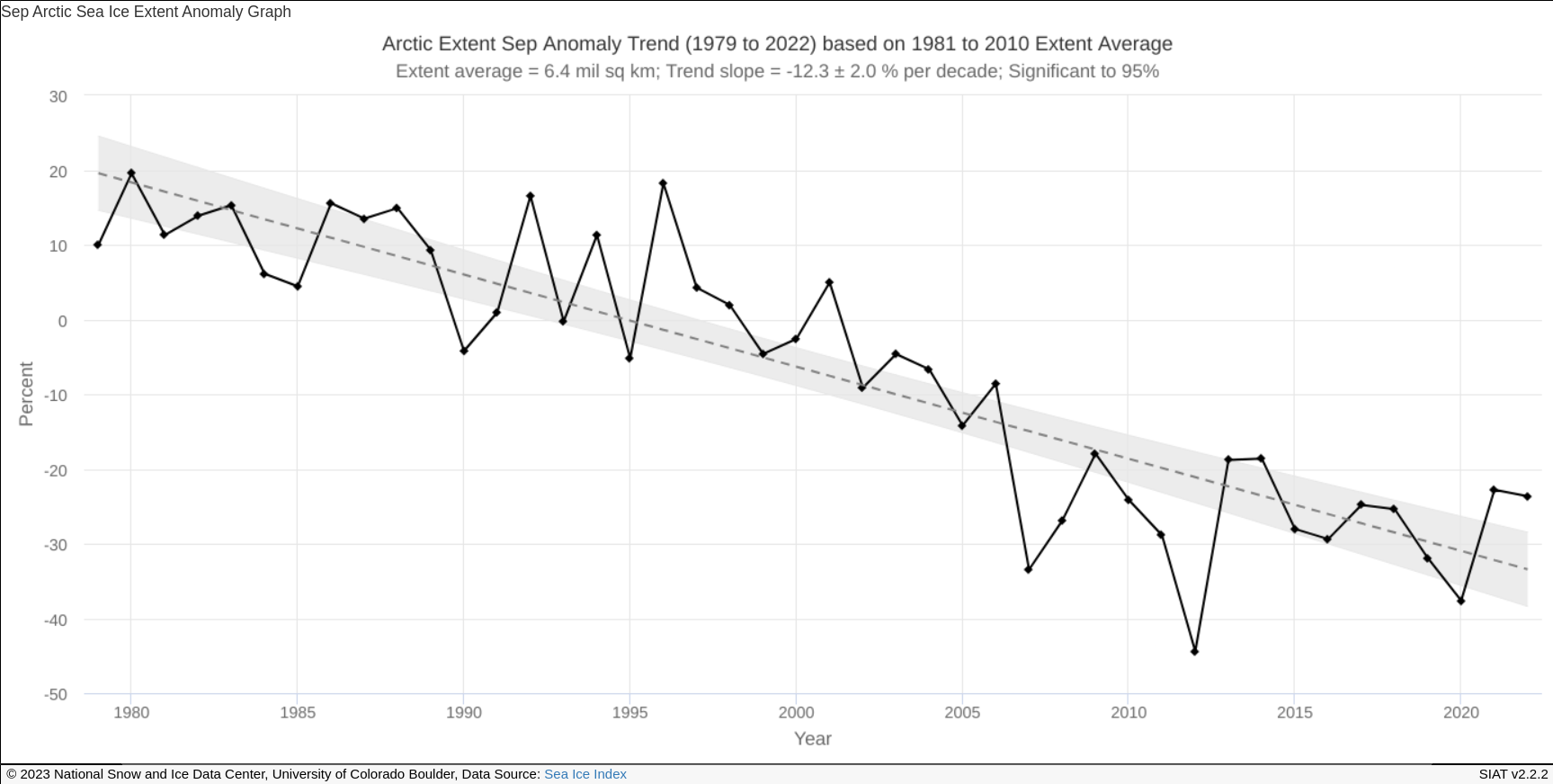
Månadsgenomsnittet för den arktiska havsisens utbredning i september åren 1979–2022.

Polarregionerna har upplevt den snabbaste temperaturökningen. Temperaturökningen de senaste 50–60 åren är på flera ställen uppemot 3 °C, långt över genomsnittet för hela världen. I både Arktis och Antarktis märks temperaturökningen framför allt genom att isen i Arktis och på Grönland smälter oroväckande fort. Även istäcket runt Antarktis har börjat smälta allt fortare och nådde ett nytt minimum 2023. Minskningen i Arktis är dock kraftigare och har större statistisk signifikans.
I september 2012 uppmättes det hittills (2024) minsta istäcket i Arktis. Trenden 1979–2019 är att istäckets årliga minimum minskar med 82 400 kvadratkilometer per år. Det blir också allt mer ovanligt med flerårig havsis i Arktis. Den allt snabbare avsmältningen gör att en accelererande och snabbare uppvärmning än vad man tidigare kalkylerat med blir allt mer sannolik. Uppvärmningen gör att ett flertal djurarter, till exempel isbjörnen och kejsarpingvinen, hotas av utrotning.
Som nämnts har också permafrosten i norra Sibirien, Alaska och Kanada börjat tina, vilket kan få förödande konsekvenser för det globala klimatet om inte uppvärmningen kan hejdas.

### Oceanien

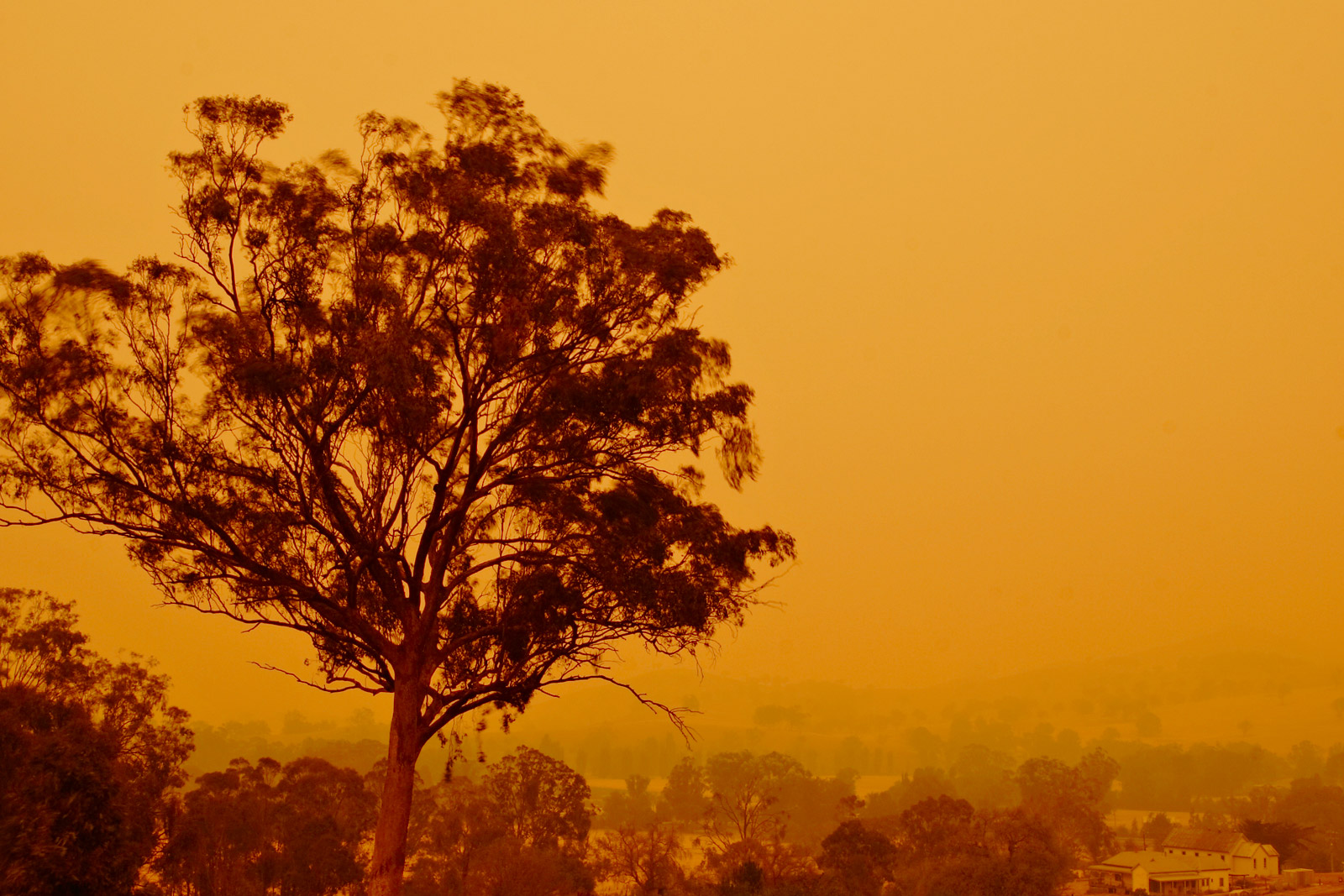
Staden Swifts Creek under bränderna i december 2006.

Australien är tillsammans med Stillahavsöarna och Sydostasien en av världens mest sårbara regioner för effekter av den globala uppvärmningen.
Den australiska regeringens State of the Environment Report från 2021 pekade ut flera ekosystem i Australien som visar tecken på kollaps. Rapporten varnar för att det kommer att ha stora konsekvenser för samhället – särskilt för Australiens ursprungsbefolkning. Nederbörden minskar i södra Australien och ökar i norr och torkperioder har blivit mer allvarliga och mindre förutsägbara. En studie utförd vid Melbourne University 2018 fann att de stora torkorna under slutet av 1900-talet och början av 2000-talet i södra Australien "sannolikt är utan motstycke under de senaste 400 åren". Extrema väderhändelser som skyfall blir vanligare vilket bland annat leder till omfattande översvämningar. Skogsbränder har länge varit en naturlig del av Australiens ekosystem, men den globala uppvärmningen gör att bränder ökar i intensitet och förekomst, vilket får stora konsekvenser för natur och samhälle. Havsnivåerna höjs mer i Australien än det globala genomsnittet, vilket hotar kustsamhällen och kustnära ekosystem. Ett varmare och surare hav har också lett till en massiv korallblekning i det Stora barriärrevet.
Vissa ö-nationer i Stilla havet och Indiska oceanen, som Tuvalu, Kiribati och Maldiverna, överväger evakuering eftersom anpassning till stigande havsnivåer kan bli ekonomiskt orealistiskt eller praktiskt omöjligt.

## Scenarier

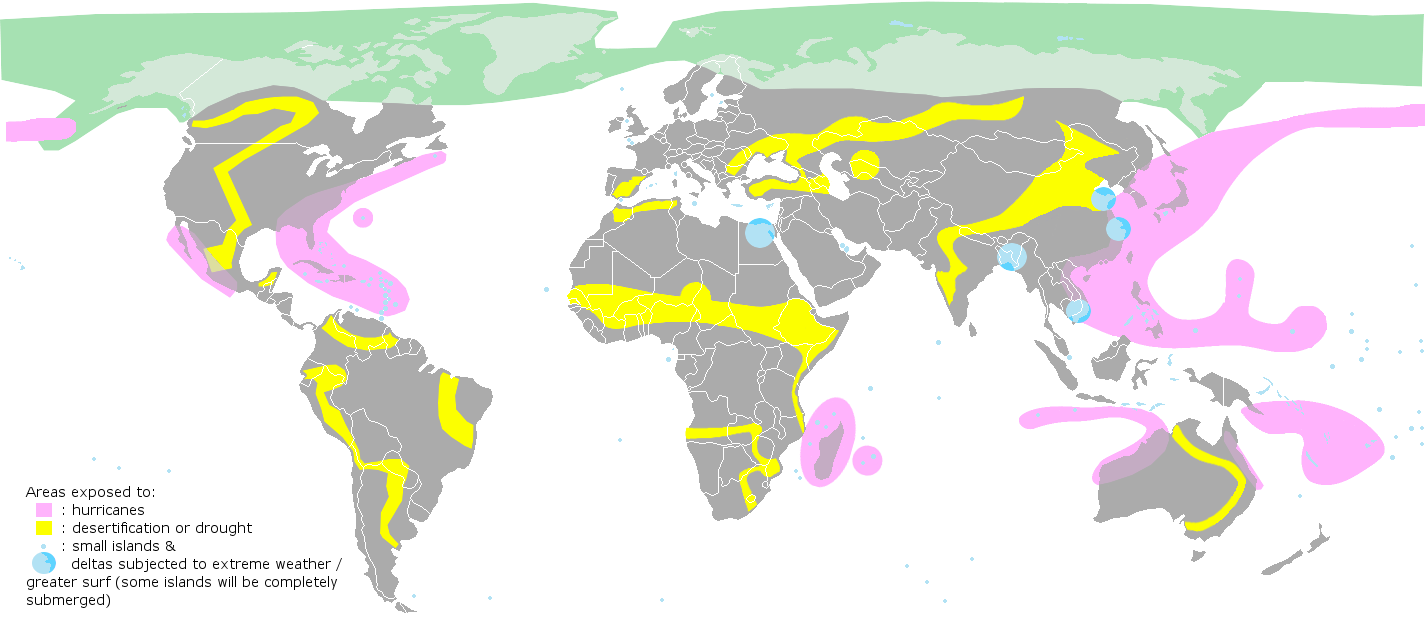
Områden där global uppvärmning förväntas öka risken för naturkatastrofer. Rosa: tropiska cykloner. Gul: torka och ökenspridning. Blå: öar och floddeltan utsatta för höjd havsnivå och stormvågor.

Det finns en stor osäkerhet kring vilka följder ett varmare klimat kommer att få. Framförallt eftersom det inte går att förutse vilka åtgärder världens regeringar kommer att ta för att förebygga och anpassa sig till den globala uppvärmningen. Enligt IPCC:s sjätte rapport så ökar de negativa effekterna av klimatförändringarna i början av 2020-talet mycket snabbare än vad forskare förutspådde mindre än tio år tidigare.
Uppvärmningen fram till år 2100 kommer i genomsnitt troligen att hamna någonstans i intervallet 2–6 °C. Haven kommer värmas upp mindre än land och vissa områden, främst polarregionerna och de kalltemperade områdena kommer värmas upp mycket mer, i vissa fall mer än dubbelt eller till och med tredubbelt så mycket jämfört med snittet för hela jordklotet.
Framtidsscenarier bygger på avancerade datasimulerade klimatmodeller men det finns flera osäkerhetsfaktorer. Ingen vet hur länge utsläppen av växthusgaser kommer att fortsätta öka. Man vet inte heller exakt hur stark uppvärmning som krävs för att aktivera så kallade tröskeleffekter, det vill säga processer i naturen som på olika sätt förstärker uppvärmningen på egen hand.
I de mest pessimistiska prognoserna är det de positiva återkopplingsmekanismerna (tinande permafrost, smältande polaris och glaciärer, utsläpp av metanhydrater mm) som helt tar överhanden och processen skenar i väg, oavsett vad människan gör. IPCC varnar för att detta kan hända redan vid en 1,5 °C varmare värld.

## Positiva effekter
Det är sannolikt att global uppvärmning kommer att resultera i att antalet människor som årligen dör av köld kommer att minska. Växtligheten kommer sannolikt att gynnas av en ökad koldioxidhalt i atmosfären, i alla fall så länge ökningen av koldioxidhalten är begränsad. Mycket tyder också på att växter även får bättre motståndskraft mot torka av en ökad koldioxidhalt i atmosfären, i alla fall så länge ökningen är begränsad. Växtsäsongen i svalare regioner kommer sannolikt att förlängas.
Global handel kommer sannolikt att gynnas av fler alternativa sjötransportvägar som tidigare förhindrats av isbildning. Det gäller särskilt den så kallade nordvästpassagen. Minskad snö och isbildning kommer också sannolikt bidra till sänkta transportkostnader på land.
Energiåtgången och därmed kostnaden för att värma upp byggnader kommer sannolikt att minska till följd av global uppvärmning.[källa behövs]
Enligt forskningen kan positiva effekter gynna vissa folk, arter, regioner eller industrier. Sammantaget råder dock stor enighet bland forskare om att på global nivå överväger riskerna för negativa effekter potentialen för positiva effekter.